# Arved Schultze
Arved Schultze (* 16. November 1973 in Hamburg) ist ein deutscher Dramaturg, Kurator und Künstler.

## Leben
Arved Schultze studierte Theater-, Film und Fernsehwissenschaft, Musikwissenschaft und Erziehungswissenschaften in Berlin und Rom. Seit 1998 ist er als Dramaturg an diversen Theatern tätig und arbeitete unter anderem mit Christoph Marthaler (Die schöne Müllerin, Schauspielhaus Zürich 2002; Lieber nicht, Volksbühne am Rosa-Luxemburg-Platz, Berlin 2003), Ruedi Häusermann (Richtfest, Hebbel am Ufer/Palast der Republik, Berlin 2004; Gang zum Patentamt, Hebbel am Ufer 2010, Wiener Festwochen 2011), Ari Benjamin Meyers (Forecast, Volksbühne am Rosa-Luxemburg-Platz 2021) sowie den Künstlerkollektiven Raumlabor Berlin, Rimini Protokoll und She She Pop. Für das Festival Theater der Welt 2002 war er als Dramaturg für die Eigenproduktionen verantwortlich. Hierfür entwickelte er mit Matthias Lilienthal die Projektreihe X Wohnungen, deren erste vier Versionen er in Duisburg, Berlin und Caracas realisierte. 2006 bis 2009 war Arved Schultze Dramaturg am Theater Freiburg unter der Intendanz von Barbara Mundel.
2011 kuratierte Arved Schultze das von der Kulturstiftung des Bundes initiierte Kleistfestival zum 200. Todestag des Dichters Heinrich von Kleist am Maxim Gorki Theater Berlin, das Festival Eine Woche im Oktober. 25 Jahre friedliche Revolution am Staatsschauspiel Dresden (2014) und das Festival des Bündnisses internationaler Produktionshäuser Claiming Common Spaces. Kunst und Urbane Praxis (HAU Hebbel am Ufer, 2018). Für das Festival Die Ästhetik des Widerstands zum 100. Geburtstag von Peter Weiss am HAU Hebbel am Ufer 2016 entwickelte er die 26-stündige Lesefassung der Ästhetik des Widerstands mit Sandra Hüller, Mira Partecke, Robert Stadlober, Valery Tscheplanowa, Mark Waschke u. a.
2014 entstand gemeinsam mit dem Musiker Schneider TM und dem Dramaturgen Julian Kamphausen eine im Rahmen des Fonds TURN der Kulturstiftung des Bundes geförderte musikalische Kooperation mit Musikern aus Gaoua, Burkina Faso, zu der sein Dokumentarfilm Kparr Dirè (Telemark Edition) erschien.
Weitere Film- und Videoarbeiten sind unter anderem Andaguraundo (Baltic Biennale, Szczecin 2003; Rencontres internationales Paris-Berlin, Podewil 2004), Kueka (2016) mit Francisco Denis, Entres les murs (im Rahmen des Festivals Eurotopia, Freiburg 2017), Dante's Mines (für das Das Recht des Stärkeren, Theater Basel 2018), Forecast Films (mit Ari Benjamin Meyers, Volksbühne am Rosa-Luxemburg-Platz 2021) und das Musikvideo Oh Life (zu dem Album The 8 Of Space von Schneider TM, 2022).
Seit 2018 ist Arved Schultze Dramaturg des Bündnisses Internationaler Produktionshäuser.